# طعمه کوسه (فیلم ۲۰۲۲)
طعمه کوسه (انگلیسی: Shark Bait) یک فیلم ترسناک و دلهره‌آور بریتانیایی به کارگردانی جیمز نان و نویسندگی نیک سالترز که در سال ۲۰۲۲ منتشر شد.

## داستان
گروهی از دوستان که از تعطیلات آخر هفته لذت می‌برند، چند جت اسکی را می‌دزدند که با آنها به سمت دریا مسابقه می‌دهند، در نهایت با یک برخورد وحشتناکی رو به رو می‌شوند. آنها در حالی که از زیر آب توسط کوسه‌ها مورد حمله قرار می‌گیرند، با یک دوست به شدت مجروح شده برای رسیدن به خانه تلاش می‌کنند.